# Platanthera purpurascens
Platanthera purpurascens là một loài thực vật có hoa trong họ Lan. Loài này được (Rydb.) Sheviak & W.F.Jenn. miêu tả khoa học đầu tiên năm 1997.